# Leptotyphlops wilsoni
Leptotyphlops wilsoni är en kräldjursart som beskrevs av  Hahn 1978. Leptotyphlops wilsoni ingår i släktet Leptotyphlops och familjen Leptotyphlopidae. IUCN kategoriserar arten globalt som otillräckligt studerad. Inga underarter finns listade i Catalogue of Life.